# Atalanta Bergamasca Calcio 1932-1933
Questa pagina raccoglie i dati riguardanti l'Atalanta Bergamasca Calcio nelle competizioni ufficiali della stagione 1932-1933.

## Stagione
Nell'estate 1932 la società risente di una grave crisi economica, dovuta ai sempre maggiori costi di gestione, rischiando di non iscriversi al campionato.
Il bilancio è salvato dalla cessione di Carlo Ceresoli all'Ambrosiana-Intere da una colletta dei tifosi.
Però la squadra allestita non si rivela all'altezza, terminando la stagione al penultimo posto, con conseguente retrocessione in terza serie. Soltanto l'allargamento della serie B su due gironi previsto per la stagione successiva, permette ai neroazzurri la riammissione tra i cadetti.
La Coppa Italia non viene disputata.

## Organigramma societario
Area direttiva
- Presidente: Emilio Santi
- Presidente Commissione: Giuseppe Beratto
- Commissione Tecnico-Finanziaria: Gino Coltura, Besetti, Piero Ghezzi
- Segretario: Luigi Baccanelli
- Contabile: Gino Favettini
- Economo: Ezio Marchiondelli
- Cassiere: Oreste Onetto

Area tecnica
- Allenatore: József Violak, poi Imre Payer

Area sanitaria
- Massaggiatore: Leone Sala

## Rosa
| N. |                   | Ruolo | Calciatore          |
| -- | ----------------- | ----- | ------------------- |
|    | Italia (bandiera) | P     | Giacomo Gianora     |
|    | Italia (bandiera) | P     | Gino Perani         |
|    | Italia (bandiera) | P     | Luciano Ravazzini   |
|    | Italia (bandiera) | D     | Riccardo Cornolti   |
|    | Italia (bandiera) | D     | Francesco Bettoni   |
|    | Italia (bandiera) | D     | Francesco Mazzoleni |
|    | Italia (bandiera) | C     | Amerigo Bedetti     |
|    | Italia (bandiera) | C     | Vittorio Casati     |
|    | Italia (bandiera) | C     | Francesco Simonetti |
|    | Italia (bandiera) | C     | Luigi Tentorio      |

| N. |                   | Ruolo | Calciatore        |
| -- | ----------------- | ----- | ----------------- |
|    | Italia (bandiera) | C     | Leopoldo Caimmi   |
|    | Italia (bandiera) | C     | Libero Molinis    |
|    | Italia (bandiera) | C     | Giuseppe Bonomi   |
|    | Italia (bandiera) | C     | Gabriele Radici   |
|    | Italia (bandiera) | C     | Costante Ceresoli |
|    | Italia (bandiera) | A     | Alfredo Barisone  |
|    | Italia (bandiera) | A     | Ugo Lodi          |
|    | Italia (bandiera) | A     | Giulio Panzeri    |
|    | Italia (bandiera) | A     | Renato Sanero     |
|    | Italia (bandiera) | A     | Umberto Perotti   |

## Calciomercato
| Acquisti | Acquisti    | Acquisti  | Acquisti   |
| R.       | Nome        | da        | Modalità   |
| -------- | ----------- | --------- | ---------- |
| P        | Gino Perani | Pistoiese | definitivo |

| Cessioni | Cessioni            | Cessioni         | Cessioni   |
| R.       | Nome                | a                | Modalità   |
| -------- | ------------------- | ---------------- | ---------- |
| P        | Carlo Ceresoli      | Ambrosiana-Inter | definitivo |
| D        | Riccardo Bonometti  | Brescia          | definitivo |
| C        | Alberto Pignattelli | Arezzo           | definitivo |
| A        | Vittorio Bonello    | GC Vigevanesi    | definitivo |
| C        | Giovanni Varasi     |                  | svincolato |

## Risultati

### Serie B

#### Girone d'andata
| Arbitro: | Gianelli (Genova) |

|             |           |              |
| Bedetti 68’ | Marcatori | 76’ Reggiani |

| Arbitro: | Papa (Alessandria) |

|                        |           |          |
| Lorini 70’ Carrera 77’ | Marcatori | 20’ Lodi |

| Arbitro: | Bonivento (Venezia) |

|                  |           |  |
| Panzeri 37’, 48’ | Marcatori |  |

| Arbitro: | Turbiani (Ferrara) |

|                                                     |           |                            |
| Barisone 7’ Sanero 42’ Bedetti 50’, 85’ Perotti 89’ | Marcatori | 9’ Gasperutti 26’ Battioni |

| Arbitro: | Bonivento (Venezia) |

|                                    |           |             |
| Frisoni II 9’ (rig.) Scaltriti 34’ | Marcatori | 55’ Panzeri |

| Arbitro: | Pizziolo (Firenze) |

|                                                  |           |              |
| Bedetti 3’, 41’, 52’ Panzeri 48’, 79’ Sanero 64’ | Marcatori | 17’ Versaldi |

| Arbitro: | Ferorelli (Napoli) |

|                   |           |             |
| Nehadoma 13’, 59’ | Marcatori | 81’ Bedetti |

| Arbitro: | Bertolio (Torino) |

|              |           |  |
| Righetti 78’ | Marcatori |  |

| Arbitro: | Salvagno (Trieste) |

|                                                                |           |  |
| Panzeri 13’, 63’ Bedetti 30’ Barisone 42’, 67’, 88’ Bonomi 52’ | Marcatori |  |

| Arbitro: | Mastellari (Bologna) |

|                |           |              |
| Fornasaris 72’ | Marcatori | 29’ Barisone |

| Arbitro: | Beretta (Novi Ligure) |

|                                   |           |  |
| Lamon 7’ Giuge 24’, 35’ Rossi 60’ | Marcatori |  |

| Arbitro: | Dattilo (Roma) |

|             |           |                 |
| Panzeri 19’ | Marcatori | 2’, 74’ Taccini |

| Arbitro: | Pizziolo (Firenze) |

|                |           |             |
| Ferretti I 64’ | Marcatori | 13’ Molinis |

| Arbitro: | Sassi (Roma) |

|              |           |             |
| Tasselli 65’ | Marcatori | 30’ Panzeri |

| Arbitro: | Gianni (Pisa) |

|              |           |  |
| Tentorio 84’ | Marcatori |  |

| Arbitro: | Borghetti (Ancona) |

|                          |           |  |
| Baccilieri 15’ Guidi 68’ | Marcatori |  |

#### Girone di ritorno
| Arbitro: | Levrero (Genova) |

|                                     |           |  |
| Vecchi 19’ Reggiani 30’ Trovati 44’ | Marcatori |  |

| Arbitro: | Zorzi (Venezia) |

|  |           |                      |
|  | Marcatori | 16’, 81’, 84’ Romano |

| Arbitro: | Carletti (Ancona) |

|             |           |                        |
| Bodrato 43’ | Marcatori | 27’ Bonomi 67’ Molinis |

| Arbitro: | Zelocchi (Modena) |

|                |           |                   |
| Curto 15’, 61’ | Marcatori | 72’ (rig.) Bonomi |

| Arbitro: | Brunelli (Bologna) |

|               |           |                            |
| Simonetti 34’ | Marcatori | 19’ Gilbertoni 22’ Patuzzi |

| Arbitro: | Dani (Genova) |

|                                                 |           |             |
| Portaluppi 13’ Rizzotti 15’, 35’ Cappellini 71’ | Marcatori | 65’ Panzeri |

| Arbitro: | Scorzoni (Bologna) |

|            |           |                            |
| Bonomi 58’ | Marcatori | 78’ Silvestri 84’ Nehadoma |

| Arbitro: | Turbiani (Ferrara) |

|                        |           |                                    |
| Panzeri 40’ Sanero 48’ | Marcatori | 43’ Pachera 69’ Marini 80’ Artioli |

| Arbitro: | Serio (Palermo) |

|            |           |             |
| Arella 15’ | Marcatori | 67’ Panzeri |

| Arbitro: | Carletti (Ancona) |

|                                                         |           |  |
| Bonomi 39’ (rig.), 44’ Sanero 69’, 85’ Bedetti 79’, 83’ | Marcatori |  |

| Arbitro: | Moretti (Genova) |

|                              |           |            |
| Sanero 39’ Bonomi 52’ (rig.) | Marcatori | 22’ Celant |

| Arbitro: | Bertoli (Vicenza) |

|                                                                         |           |                  |
| Malagoli I 2’ Franchini 19’ Subinaghi 36’ Cavani 52’, 70’ Carnevali 64’ | Marcatori | 60’ (aut.) Setti |

| Arbitro: | Scotto (Savona) |

|            |           |                                    |
| Bonomi 55’ | Marcatori | 20’ Ferrè 48’ Ferretti I 84’ Lumia |

| Arbitro: | Gonani (Ravenna) |

|  |           |              |
|  | Marcatori | 79’ Tasselli |

| Arbitro: | Soliani (Genova) |

|                         |           |  |
| Fibbi 1’, 15’ Gobbi 10’ | Marcatori |  |

| Arbitro: | Taddei (Reggio Emilia) |

|                                  |           |                                         |
| Bonomi 20’, 26’ Panzeri 46’, 86’ | Marcatori | 24’ Solbiati 43’ Colombo 58’ Baccilieri |

## Statistiche

### Statistiche di squadra
| Competizione | Punti | In casa | In casa | In casa | In casa | In casa | In casa | In trasferta | In trasferta | In trasferta | In trasferta | In trasferta | In trasferta | Totale | Totale | Totale | Totale | Totale | Totale | DR |
| Competizione | Punti | G       | V       | N       | P       | Gf      | Gs      | G            | V            | N            | P            | Gf           | Gs           | G      | V      | N      | P      | Gf     | Gs     | DR |
| ------------ | ----- | ------- | ------- | ------- | ------- | ------- | ------- | ------------ | ------------ | ------------ | ------------ | ------------ | ------------ | ------ | ------ | ------ | ------ | ------ | ------ | -- |
| Serie B      | 23    | 17      | 8       | 1       | 7       | 40      | 24      | 17           | 1            | 4            | 11           | 12           | 36           | 34     | 9      | 5      | 18     | 52     | 60     | -8 |

### Statistiche dei giocatori
| Giocatore    | Serie B  | Serie B |
| Giocatore    | Presenze | Reti    |
| ------------ | -------- | ------- |
| A. Barisone  | 26       | 5       |
| A. Bedetti   | 26       | 10      |
| F. Bettoni   | 21       | 0       |
| G. Bonomi    | 27       | 10      |
| L. Caimmi    | 25       | 0       |
| V. Casati    | 32       | 0       |
| C. Ceresoli  | 1        | 0       |
| R. Cornolti  | 22       | 0       |
| G. Gianora   | 22       | 0       |
| U. Lodi      | 1        | 1       |
| F. Mazzoleni | 14       | 0       |
| L. Molinis   | 8        | 2       |
| G. Panzeri   | 28       | 14      |
| G. Perani    | 6        | 0       |
| U. Perotti   | 9        | 1       |
| G. Radici    | 4        | 0       |
| L. Ravazzini | 4        | 0       |
| R. Sanero    | 30       | 6       |
| F. Simonetti | 16       | 1       |
| L. Tentorio  | 30       | 1       |